# Ephesia paranympha
Ephesia paranympha là một loài bướm đêm trong họ Noctuidae.